# 登多穆罕默德汗县

所在位置

登多穆罕默德汗县，巴基斯坦信德省的一个县，位于该省中部。总面积1,733.99 km2 (669.5 sq mi)，总人口547,215(2010)。登多穆罕默德汗县得名于该县境内的登多穆罕默德汗市。

## 行政区划
登多穆罕默德汗县分为3个乡。